# Simple DirectMedia Layer

Programkönyvtárak: Simple DirectMedia Layer, Mesa 3D vagy a GNU C Library. A hardver csak a rendszermagon át elérhető.

A Simple DirectMedia Layer (SDL) egy „multiplatformos” ingyenes, nyílt forráskódú multimédiás szoftverkönyvtár, amely C környezetben íródott, és különböző rendszerek grafikai, hang- és bemeneti API-jai – alkalmazásprogramozási interfészei – felett vett hidat létesít, ezáltal lehetővé téve a programfejlesztők számára, hogy programjaikat – számítógépes játékokat vagy egyéb multimédiás alkalmazást – csak egyszer írják meg, ám azt több platformra is változtatás nélkül lefordíthassák, és ezután a programot valamennyi rendszeren futtassák, beleszámítva a Linuxot, Windows-t, Mac OS X-et, AmigaOS-t illetve ennek egy utánzatát, MorphOS-t. Ez a könyvtár kezeli a videót, az eseménykezelést, a digitális audiót, CD-ROM-ot, hangot, a folyamatokat, a megosztott objektumok betöltését, a hálózatot és az időzítést.

## Története
Sam Lantinga létrehozott egy könyvtárat, melyet először 1998-ban adott ki, amikor a Loki Software cégnél dolgozott. Ő neki jött az ötlet, amikor éppen egy windowsos alkalmazást programozott át Macintosh-ra. Ezek után, az SDL segítségével átemelte a Doomot BeOS-re (ld. Doom forrás átemelése). Rengeteg egyéb ingyenes könyvtár tűnt az SDL-lel működőnek, mint például SMPEG és OpenAL.
Az SDL könyvtárnak szinte minden programozási környezetre létezik átirata, kezdve a legelterjedtebbekkel, (Pl.: C++, Perl, Python, (Keresztül a pygame-en), Pascal, stb.) egészen a kevésbé ismertekig (Pl.: Euphoria, vagy Pliant). Ez, valamint a tény, hogy nyílt forráskódú és LGPL licenc alatt van terjesztve, teszi az SDL könyvtárat egy általános választássá sok multimédiás alkalmazásnak.
Az SDL önmagában, igen egyszerű; éppen egy vékony „keresztrendszeres” keretként viselkedik, 2D képpontos műveleteket, hangot, fájl hozzáférést, eseménykezelést, időzítést, folyamat kezelést és még egyéb mást szolgáltatva. Gyakran használják az OpenGL kiegészítéseként azáltal, hogy beállítják a grafikai kimenetet, illetve egér és billentyűzet bemenetet kezelnek, ami az OpenGL határait terjeszti ki.
A könyvtár rengeteg alrendszerre van tagolva, nevezetesen a videó (mind a felületi funkciókat mind az OpenGL-t kezeli), audió, CD-ROM, botkormány és időzítő alrendszerre. Mind emellett az alap, alacsony szintű támogatás mellett, ott van még pár különálló hivatalos könyvtár, amely egyéb funkciókat lát el. Ez magában foglalja az „alap könyvtárat”, mindazonáltal a hivatalos honlapon is megtalálható, és a hivatalos dokumentációban is benne áll:
- SDL_image - több képformátumot támogat
- SDL_mixer - bonyolultabb audiofüggvények, főleg hang keveréséhez
- SDL_net - Hálózat támogatása
- SDL_ttf - TrueType font leképzés támogatása
- SDL_rtf - egyszerű Rich Text Format leképzés

## Felépítés

Absztrakciós réteg, különböző SDL környezetekre.

Az SDL nevében benne van a layer, réteg szó, mivel ez egy keret, egy „réteg” az egyes rendszerek különleges tulajdonságai köré. A fő feladata az SDL-nek, hogy egy közös keretrendszert biztosítson ezeknek a tulajdonságok eléréséhez.
Az SDL tervezéséből adódóan, rengeteg forráskód apró külön álló modulokra darabolódott minden operációs rendszerhez, hogy hívásokat intézhessen az alatta működő rendszerhez. Mikor az SDL-t befordítják, a megfelelő modulok lesznek kiválasztva a rendszerhez.
A Microsoft Windows rendszer alatt, valójában a DirectX rendszer köré épül, ami a videókártya-meghajtót öleli fel. Régebbi verziójú SDL az 5-ös verzióját használja, de az SDL 1.2 (jelenlegi legújabb stabil változat) DirectX 7-et igényli alapból. Sam Lantinga állítása szerint, a következő változat, a DirectX 8-ra fog épülni [1].
Az X11 rendszeren, beleértve a Linuxot, az SDL az Xlib segítségével kommunikál az X11 rendszer grafikai eseményeivel.
Mac OS X alatt, a Quartz-ot használja.

## Szintaktika és alrendszerei
Az SDL szintaktikája függvény alapú; minden művelet az SDL segítségével, függvényeknek adott paraméterek segítségével történik. Kiemelt struktúrákat is használ, hogy az SDL-nek kezeléséhez szükséges információkat tároljon. Van néhány különböző alrendszer, amely függvényeit, az SDL kategóriákba sorol:
- A Videó, események és folyamatok alrendszere - ez támogatja a videó, több folyamat és események kezelését.
- Az Audió alrendszer - ez a hang működését szolgálja.
- Az Időzítő alrendszer
- A Botkormány alrendszer
- A CD-ROM alrendszer

## Galéria

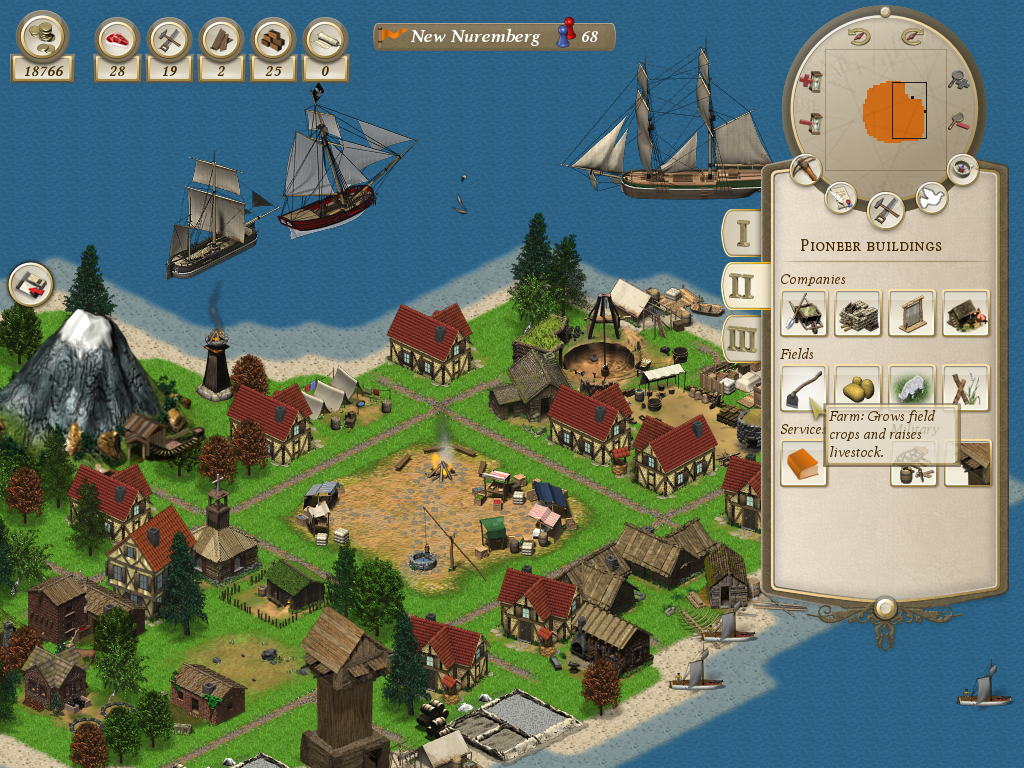
Unknown Horizons
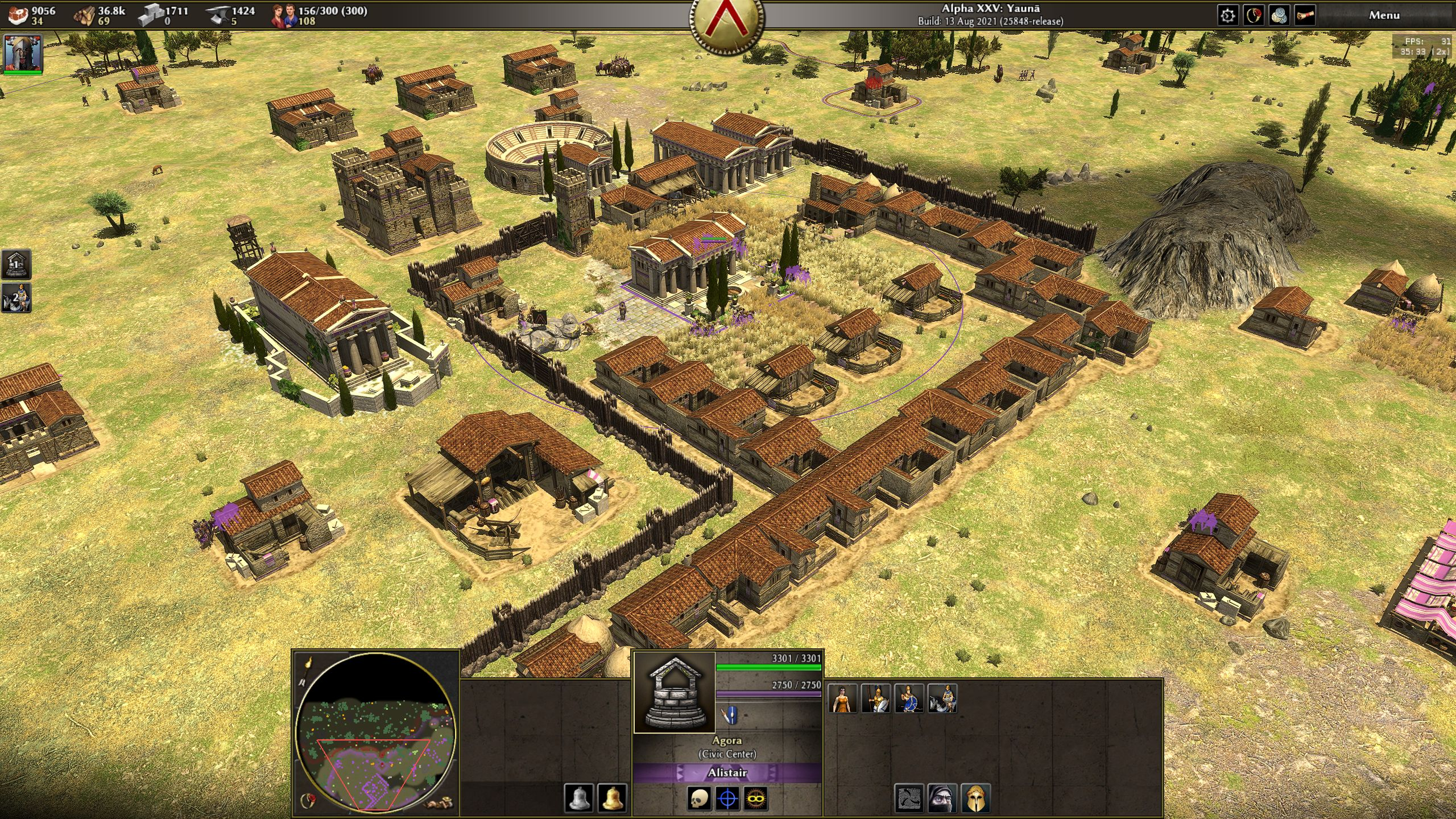
0 A.D.
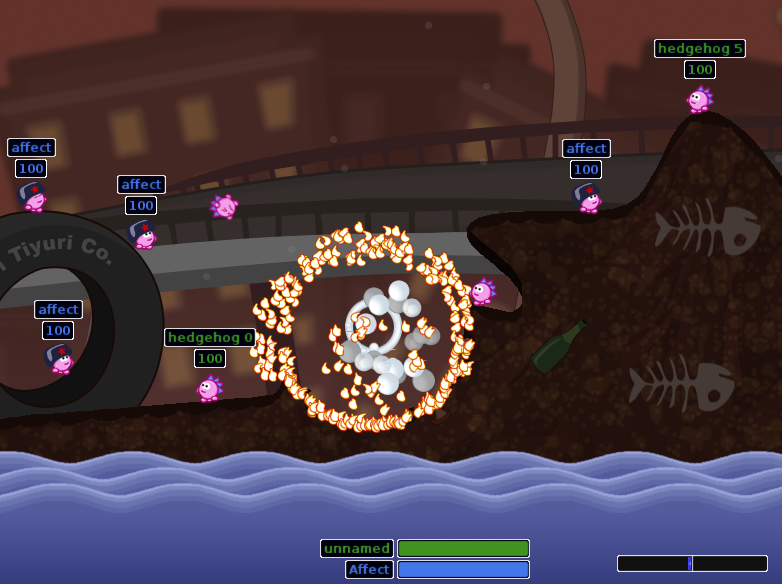
Hedgewars
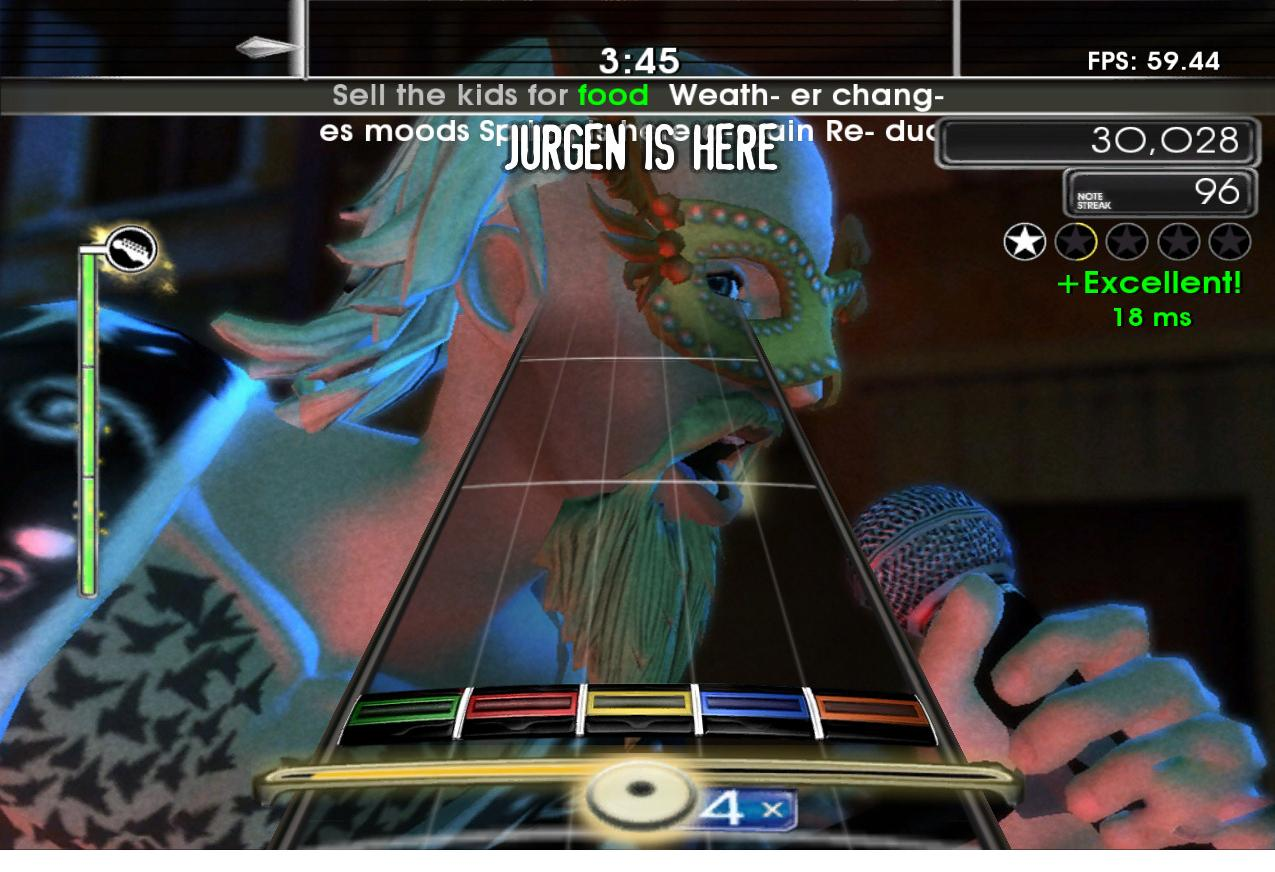
Frets on Fire
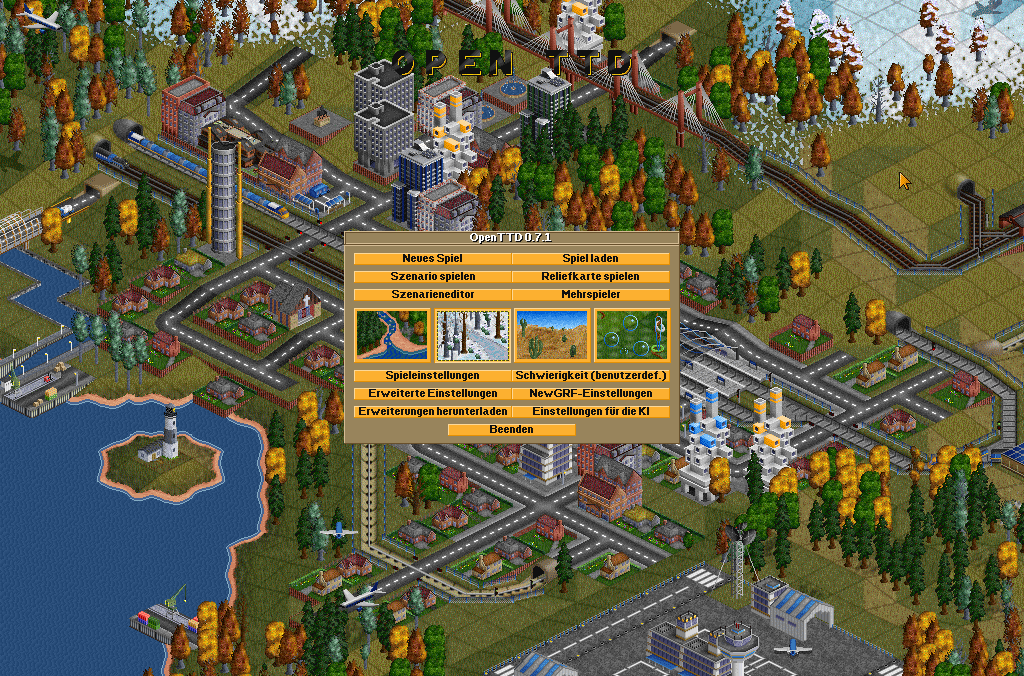
OpenTTD
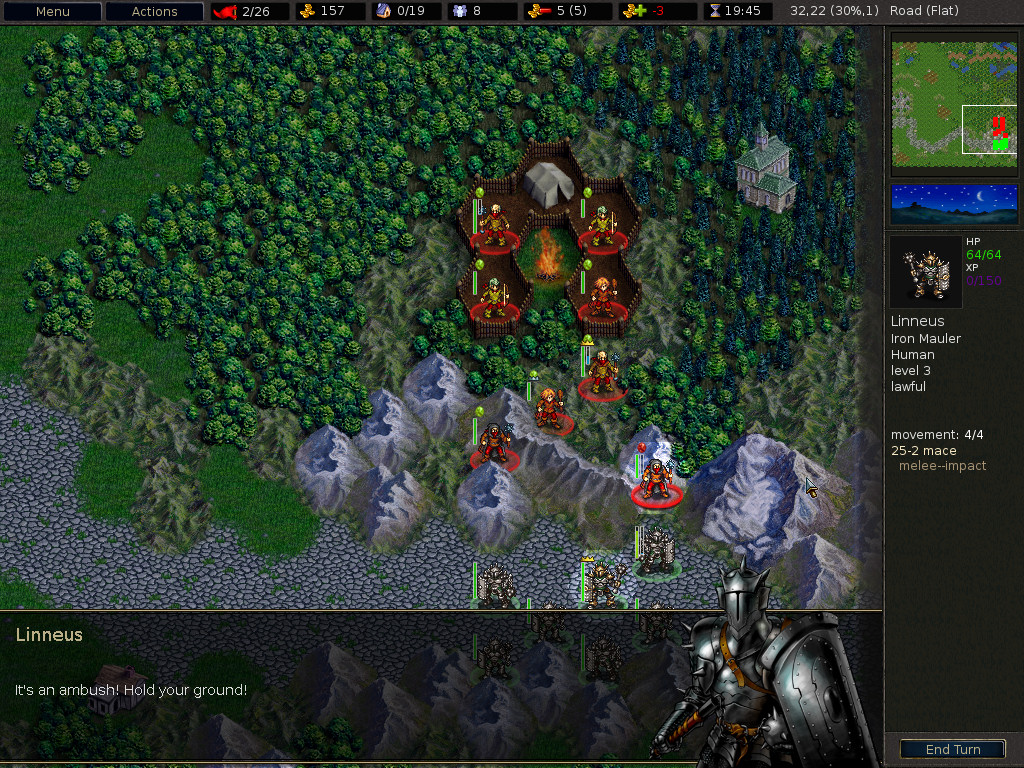
The Battle for Wesnoth
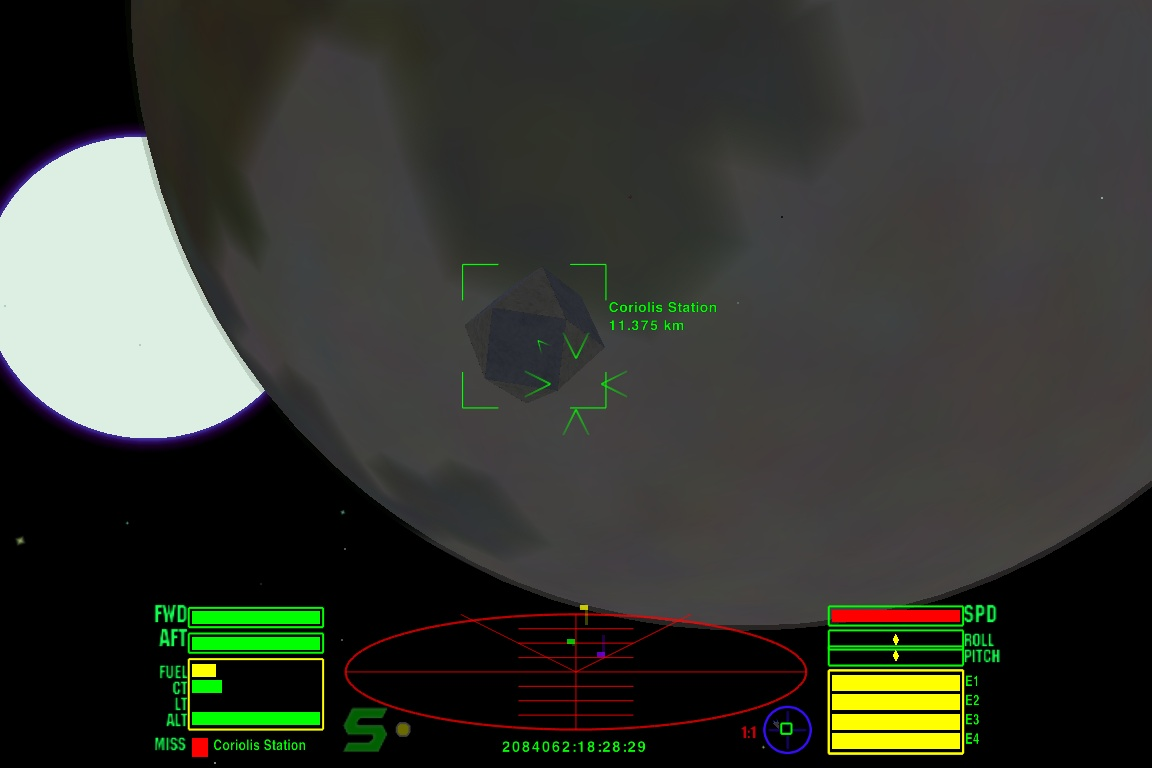
Oolite
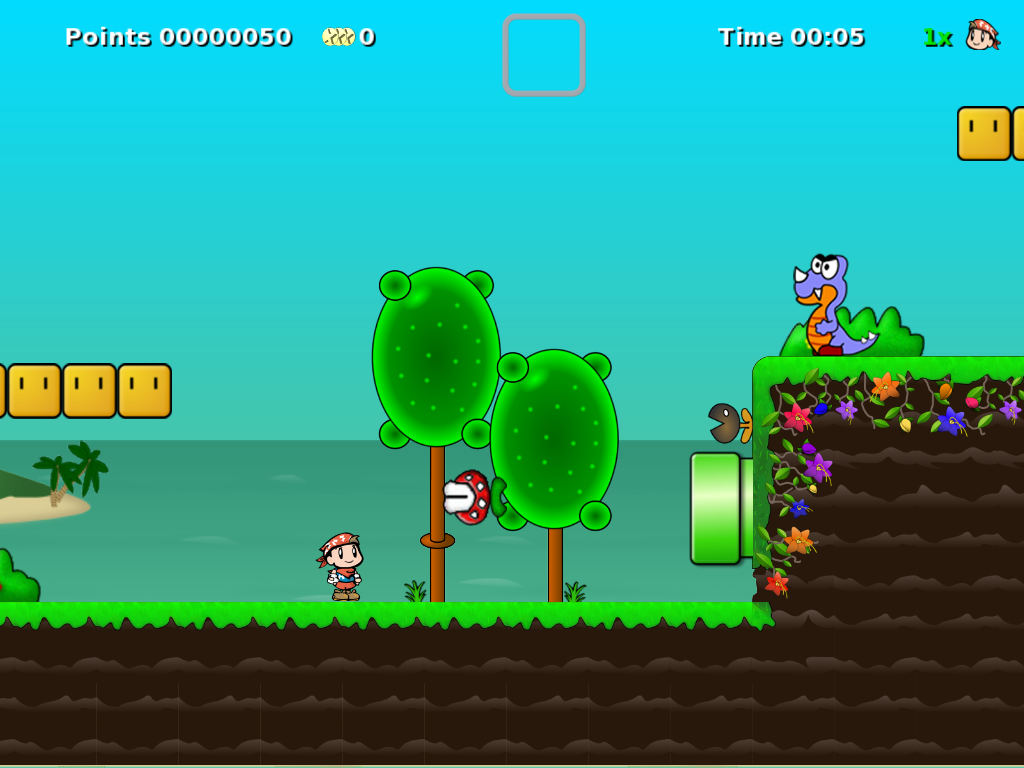
Secret Maryo Chronicles
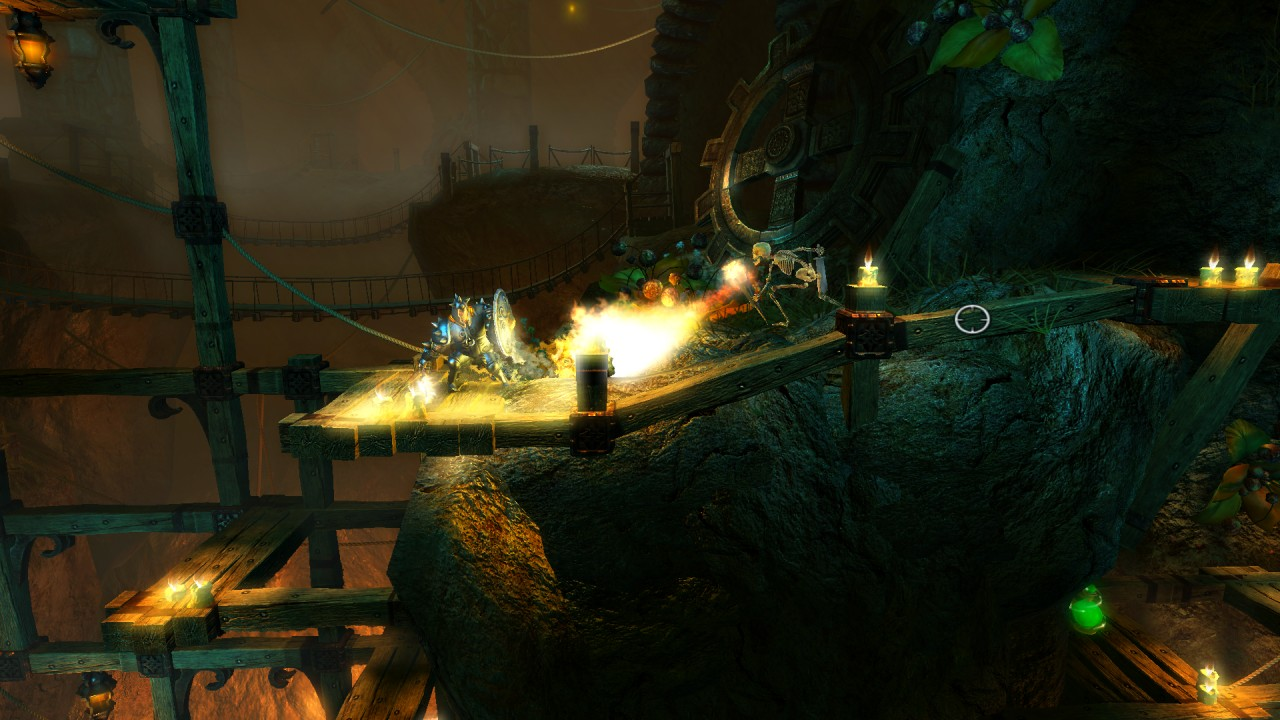
Trine

## Kiterjesztések
- SMPEG - SDL MPEG-lejátszó könyvtár
- Guichan és ParaGUI - Eszköz készlet
- GGI - egy ingyenes keresztrendszerű grafikai felület

### Fordítás
Ez a szócikk részben vagy egészben  a   Simple DirectMedia Layer című angol Wikipédia-szócikk fordításán alapul.  Az eredeti cikk szerkesztőit annak laptörténete sorolja fel. Ez a jelzés csupán a megfogalmazás eredetét és a szerzői jogokat jelzi, nem szolgál a cikkben szereplő információk forrásmegjelöléseként.